# Heinrich Oelerich

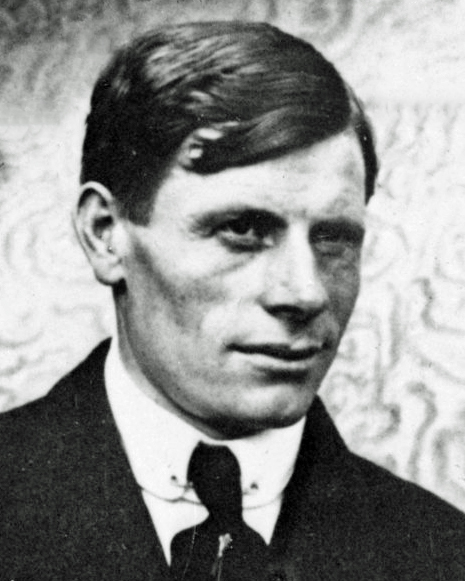
Heinrich Oelerich, 1914

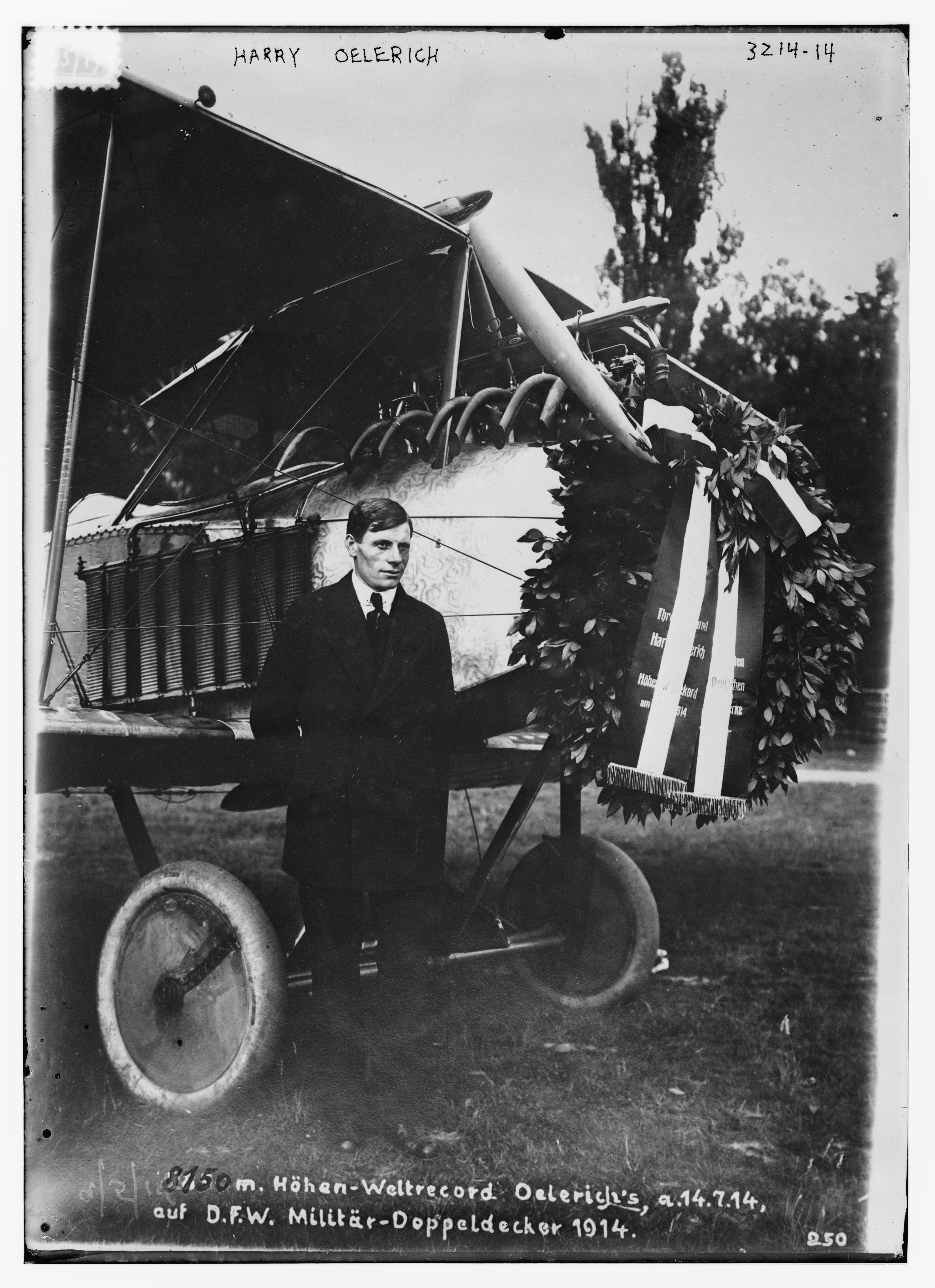
Heinrich Oelerich mit seinem „D.F.W. Militär-Doppeldecker“ im Juli 1914 nach dem „Höhen-Weltrekord“

Heinrich Bernhard Oelerich (* 5. Februar 1877 in Hamme; † 23. März 1953 in Freising) war ein deutscher Flugzeugkonstrukteur und Automobilrennfahrer.

## Leben
Heinrich Bernhard Oelerich wurde am 5. Februar 1877 als Sohn des Schreiners Heinrich Oelerich und dessen Ehefrau Maria, geborene Steinborn, in der elterlichen Wohnung in Hamme, Kreis Bochum geboren.
Nach seiner Schlosserlehre arbeitete er im Motorenbau und war aktiver Motorsportler – u. a. nahm er für Dürkopp am Kaiserpreis-Rennen 1907 teil.
Nachdem er am 21. Oktober 1910 in Berlin-Johannisthal auf einem Schultze-Herfort-Eindecker das deutsche Pilotenzeugnis Nr. 37 erhalten hatte, unternahm Oelerich Schauflüge in England, Frankreich, Portugal und Südamerika.
Danach trat er als Chefpilot in die Deutschen Flugzeug-Werke (DFW) in Lindenthal ein. Hier erflog er mehrere Rekorde, so am 5. Juli 1912 mit zwei Fluggästen einen Dauerflug über 2 h 41 min, am 8. Juli 1913 einen Dauerflug über 6 h 8 min und einen Höhenweltrekord von 8150 m am 14. Juli 1914.
Im Ersten Weltkrieg war Oelerich in den DFW Werkpilot, Konstrukteur und Technischer Leiter, war mit Hermann Dorner beteiligt an der Konstruktion der DFW B-Typen und der DFW C V und beteiligte sich an den Arbeiten zur Entwicklung der R-Flugzeuge (Riesen-Flugzeuge). 1918 stürzte er bei der Erprobung der viermotorigen R XV ab und war fortan stark gehbehindert.
Nach dem Ersten Weltkrieg betrieb Oelerich eine Reparaturwerkstatt in Leipzig. Nachdem er dort im Zweiten Weltkrieg ausgebombt worden war, zog er nach Freising.